# Zdenko Pavlina
Zdenko Pavlina, slovenski sodnik, * ?.

## Odlikovanja in nagrade
Leta 1995 je prejel častni znak svobode Republike Slovenije z naslednjo utemeljitvijo: »za dolgoletno delo in prispevek k organizaciji slovenskih sodišč«.